# Borso d'Este (1605–1657)
Borso Francisco d'Este  (em italiano: Borso Francesco d'Este; Módena, 14 de maio de 1605 – Castel San Giovanni, 28 de dezembro de 1657) foi um nobre e militar italiano da Casa d'Este, do Ducado de Módena e Régio.

## Biografia
Borso Francisco nasceu em Módena em 1605, era filho do duque César d'Este e Virgínia de Médici.
Em 1622, Borso foi listado como comendador da Abbazia dei SS. Leonardo e de Apollonio di Canossa; três anos depois, em 1625, renunciou ao hábito religioso, deixando a Abadia de Pomposa e o arcebispado de Bondeno. Borso então se mudou para os territórios alemães e lá frequentou academias militares do exército imperial; Em 1632, Borso estava no comando de um regimento de infantaria na Batalha de Lützen, na Saxônia-Anhalt, que viu as tropas imperiais enfrentarem o exército sueco do rei Gustavo II Adolfo da Suécia.
Em 1634, Borso foi a Praga para desafiar Albrecht von Wallenstein para um duelo. O duelo provavelmente surgiu de uma acusação de crime grave. Em 1640, Borso foi chamado de volta aos territórios de Este pelo duque Francisco I de Módena para lutar contra as tropas espanholas, que haviam se mudado e descido do Ducado de Milão.
Em 20 de abril de 1641, Borso comprou o Palácio Ducal de Rivalta em Reggio Emilia; entre 1641 e 1644 o palácio foi reformado e ampliado. 
Borso se apaixonou por sua sobrinha Hipólita, filha ilegítima (mais tarde legitimada) de seu irmão Luís. As negociações do casamento causaram um escândalo considerável na corte de Módena, tanto porque Borso era tio de Hipólita quanto porque ela, sendo filha ilegítima, não tinha posição social suficiente para contrair um casamento dinástico com um príncipe da casa d'Este. Borso, no entanto, permaneceu firme em suas intenções e Luís apoiou seu irmão.
Em 24 de abril de 1647, o duque Francisco I de Módena legitimou Hipólita, criando-a princesa da Casa d'Este. O Papa Inocêncio X, com uma bula papal especial, concede a "Dispensa de Parentesco", para superar os impedimentos formais devidos ao parentesco dos futuros cônjuges. Borso e Hipólita se casam na Igreja da Natividade da Bem-Aventurada Virgem Maria em Scandiano. O casal teve cinco filhos:
1. Luís (1648-1698);
2. Foresto (1652-1725);
3. César Inácio (1653-1713);
4. Júlia Teresa (21 de maio de 1654 - morreu em tenra idade);[6]
5. Maria Ângela Catarina (1656-1722).

Entre 1647 e 1657, Borso e Hipólita permaneceram quase sempre no Palácio Ducal de Rivalta em Reggio Emilia.
Ele morreu em 1657 em Castel San Giovanni, durante o cerco Este de Alexandria.